# Can't Wait to See the Movie
Can't Wait to See the Movie je sedmé sólové album anglického zpěváka, písničkáře a herce Rogera Daltreyho, hlavního zpěváka The Who. Bylo vydáno v polovině roku 1987 pod Atlantic Records. Produkoval jej především Alan Shacklock ve spolupráci s Davidem Fosterem, Chasem Sanfordem a Jimmym Scottem. Daltrey uveden jako spoluautor skladeb „Balance on Wires“ a „Take Me Home“. David Foster je spoluautorem skladby „The Price of Love“, která se objevila také ve filmu Tajemství mého úspěchu z roku 1987 s Michaelem J. Foxem v hlavní roli.
Can't Wait to See the Movie je popové album, které ale zahrnuje i další žánry, jako je funk, rock a jazz, a výrazně využívá syntezátor. Album bylo většinou hudebních kritiků přijato negativně, někteří kritici jej označili za neautentické a vytýkali mu příliš uhlazenou produkci. Bylo také komerčním zklamáním, neboť se nedostalo do žebříčků prodejnosti alb v Evropě ani USA. Jeden z kritiků ji popsal větou: „Nemůžu se dočkat, až tu desku prodám“, zatímco jiní recenzenti vyzdvihovali dobré stránky nahrávky. Když se Daltreyho tehdy ptali na album, řekl, že „je úžasné, jak po všech těch letech může být všechno zase nové a zábavné“.

## Seznam skladeb
| Strana 1 | Strana 1               | Strana 1                       | Strana 1 |
| Pořadí   | Název                  | Autor                          | Délka    |
| -------- | ---------------------- | ------------------------------ | -------- |
| 1.       | Hearts of Fire         | Russ Ballard                   | 5:06     |
| 2.       | When the Thunder Comes | Damon Metrebian, Chas Sandford | 3:39     |
| 3.       | Ready for Love         | Kit Hain                       | 3:28     |
| 4.       | Balance on Wires       | Daltrey, Don Snow              | 6:22     |
| 5.       | Miracle of Love        | Mark Morgan, Jimmy Scott       | 4:38     |

| Strana 2 | Strana 2                  | Strana 2                                          | Strana 2 |
| Pořadí   | Název                     | Autor                                             | Délka    |
| -------- | ------------------------- | ------------------------------------------------- | -------- |
| 6.       | The Price of Love         | Jack Blades, David Foster                         | 4:16     |
| 7.       | The Heart Has Its Reasons | Jimmy Scott                                       | 4:11     |
| 8.       | Alone in the Night        | Steve Bates, Larry Lee, Tom Whitlock, Richie Zito | 4:27     |
| 9.       | Lover's Storm             | Tom Kelly, Gary Usher                             | 3:53     |
| 10.      | Take Me Home              | Axel Bauer, Daltrey, Michel Eli, Nigel Hinton     | 5:45     |

## Obsazení
- Roger Daltrey – hlavní vokály, doprovodné vokály

Další hudebníci
- David Foster – klávesy
- Nick Glennie-Smith – klávesy
- Mark Morgan – klávesy
- Don Snow – klávesy
- John Van Tongeren – klávesy
- Russ Ballard – kytara, doprovodné vokály
- Gary Grainger – kytara
- Michael Landau – kytara
- Clem Clempson – kytara
- Chas Sandford – kytara
- Chris Sandford – kytara
- Phil Brown – basová kytara, kytara, rytmická kytara
- John Siegler – basová kytara
- Tris Imboden – bicí, předehrávky bicích
- Tony Beard – bicí, rums
- Martin Ditcham – perkuse
- Rev. Dave Boruff – saxofon, syntezátor
- Gary Barnacle – saxofon
- Bimbo Acock – saxofon
- Chris Eaton – doprovodné vokály
- Lance Ellington – doprovodné vokály
- John Payne – doprovodné vokály
- Jimmy Scott – doprovodné vokály
- Miriam Stockley – doprovodné vokály
- Mark Williamson – doprovodné vokály
- Annie McCaig – doprovodné vokály
- Joho Payee – doprovodné vokály

Produkce
- Alan Shacklock – hudební producent
- David Foster – hudební producent
- Jimmy Scott – vedoucí producent
- Chas Sandford – vedoucí producent
- Noel Harris – asistent produkce
- Paul Batchelor – asistent produkce

Inženýři
- Mark Frank – inženýr
- Richard Niles – aranže lesních rohů
- Michael Boddicker – programování syntezátorů
- Marc A. Frank – remixing

Obal alba
- Graham Hughes – koncept, fotografie
- „Ozzie“ – výtvrané dílo, sazba
- Garnet Warren – design, typografie